# Cemetery Gates
„Cemetery Gates” – singiel o charakterze ballady powermetalowej, heavymetalowej grupy Pantera. Jest to piąty utwór na płycie Cowboys from Hell, który jest piątym z kolei albumem zespołu i drugim na którym zaśpiewał Phil Anselmo. „Cemetery Gates” doskonale ukazuje skalę i umiejętności wokalne Anselma, zawiera także elementy screamu i zakończone jest solówką gitarową w wykonaniu Dimebaga Darella. Trwający ponad siedem minut utwór, jest najdłuższą kompozycją zespołu.

## Tematyka utworu
Tekst utworu traktuje o lamentowaniu po śmierci kochanki oraz o perspektywie umierania lub popełnieniu samobójstwa, a następnie odradzaniu się w nowym życiu.
Phil Anselmo wymienił kilka faktów, które były inspiracją dla tego utworu. W wywiadzie z 1991 roku zaznaczył, że utwór jest poświęcony jego dobrym przyjaciołom, którzy popełnili samobójstwo. Także podczas wywiadu na żywo dla Ustream.tv wspomniał o przyjacielu, który umarł w NOLA (Nowy Orlean), co miało również ogromne znaczenie dla grupy jego znajomych. „Gdy pisałem tekst, nie chciałem by był on zbyt osobisty, ponieważ to mogłoby być po prostu słabe. Musiałem się także upewnić, że tekst nie odbiegł by za bardzo od utworu, ponieważ to był jeden z naszych najlepszych kawałków.

## Wersje alternatywne
Krótsza wersja „Cemetery Gates”, bez akustycznego intra, została zawarta w wideoklipie. Skrócona, niespełna sześciominutowa wersja bez zakończenia ukazała się na soundtracku do filmu Opowieści Z Krypty: Władca Demonów. Album Pantery, nagrywany na żywo, Official Live: 101 Proof, zawiera sześć i pół minutowe wykonanie tej piosenki.

## Wersje coverowe
Po śmierci Dimebaga Darella, podczas występu na żywo muzycy z progresywno-metalowej grupy Dream Theater zagrali tę piosenkę jako hołd zmarłemu tragicznie gitarzyście. Do zespołu dołączyli na scenie Russell Allen z Symphony X, który zaśpiewał pierwsza zwrotkę. Następnie Burton C. Bell z Fear Factory śpiewają drugą część utworu oraz Dave Mustaine z Megadeth, który zagrał solo gitarowe na końcu utworu.
Utwór był zagrany także przez Between the Buried and Me na albumie The Anatomy Of. Kolejna wersja zespołu Evile pojawia się w albumie Metal Hammer Hołd Dimebagowi Darellowi.